# ロブ・リー
ロバート・マーティン・"ロブ"・リー（Robert Martin "Rob" Lee、1966年2月1日 - ）は、イングランド・ロンドン出身の元サッカー選手。現役時代のポジションはMF。

## 経歴
1994年にイングランド代表デビュー。1998 FIFAワールドカップのメンバーにも選ばれ、1試合に出場した。1998年までに21試合に出場、2得点をあげた。

## 所属クラブ
- チャールトン・アスレティックFC 1983-1992
- ニューカッスル・ユナイテッドFC 1992-2002
- ダービー・カウンティFC 2002-2003
- ウェストハム・ユナイテッドFC 2003-2004
- オールダム・アスレティックAFC 2004
- ウィコム・ワンダラーズFC 2005-2006

## 代表歴

### 出場大会
- イングランド代表
  - 1998 FIFAワールドカップ (ベスト16)

### 試合数
- 国際Aマッチ 21試合 2得点（1994年-1998年）[1]

| イングランド代表 | 国際Aマッチ | 国際Aマッチ |
| 年               | 出場        | 得点        |
| ---------------- | ----------- | ----------- |
| 1994             | 2           | 1           |
| 1995             | 3           | 0           |
| 1996             | 2           | 0           |
| 1997             | 7           | 1           |
| 1998             | 7           | 0           |
| 通算             | 21          | 2           |